# Mergulho autônomo
Mergulho autônomo, diferentemente do mergulho livre,  é a prática que consiste em submergir total ou parcialmente na água utilizando-se de equipamento autônomo de respiração, o equipamento de mergulho. 

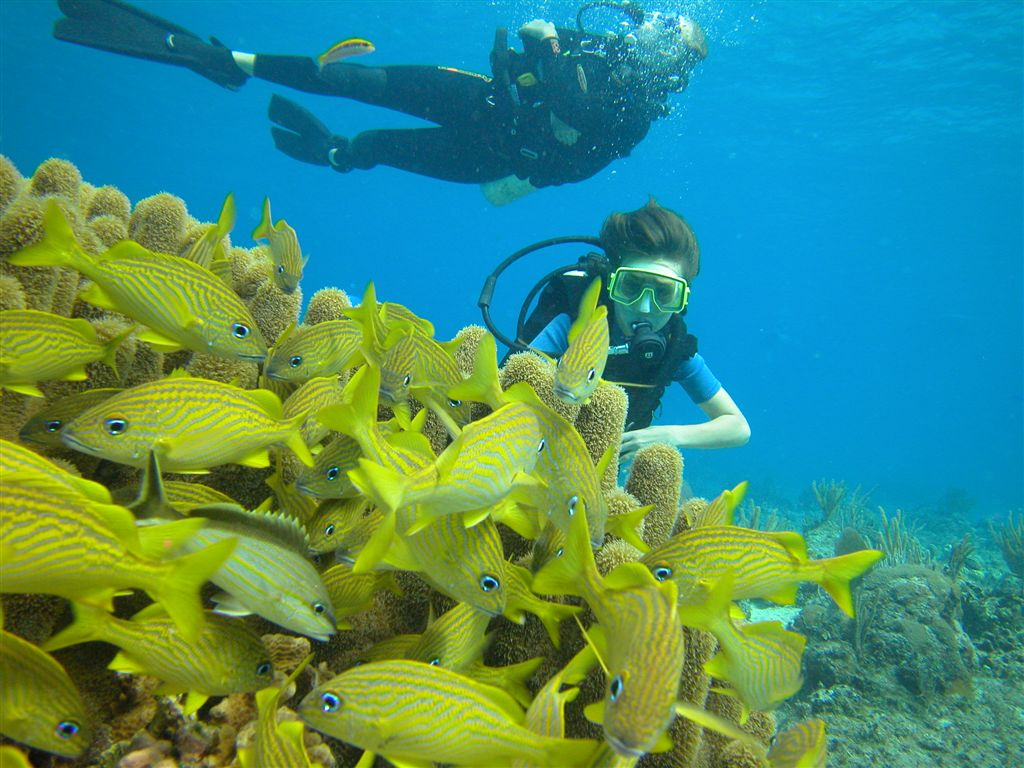
Mergulhadores autônomos explorando corais.

Por ter consigo uma fonte de ar comprimido, o mergulhador pode permanecer mais tempo submerso do que nas técnicas do mergulho de apneia e/ou snorkeling, e não está ligado à superfície por umbilicais de ar.
O mergulhador autônomo tipicamente movimenta-se sob a água utilizando-se de nadadeiras. Entretanto, alguns mergulhadores podem movimentar-se com a ajuda de um DPV (Diver Propulsion Vehicle), habitualmente conhecido como "scooter".
O mergulho autônomo é conhecido internacionalmente pelo termo 'SCUBA' que é um acrônimo para "Self Contained Underwater Breathing Apparatus".
Em 500 AC, o historiador grego Heródoto já relatava que o rei Xerxes I contratou o escultor e mergulhador Scyllias e sua filha Cyana para buscar tesouros no oceano, em apneia. Cyana é portanto a primeira mulher mergulhadora que se tem noticia.
Aristóteles, o notável filósofo da Grécia antiga, em “Problemata” narrou a descida de mergulhadores, no ano de 332AC, para destruir obstáculos no porto sob determinação de Alexandre O Grande, assim como sua própria descida para inspecionar o trabalho. Provavelmente este mergulho se deu em um sino de mergulho primitivo.
No ano de 1865, os franceses Benoit Rouquayrol e Auguste Denayrouse patentearam o primeiro aparelho de respiração autônoma. Com ele era possível respirar por alguns minutos apenas.
Em 1933, o capitão da marinha francesa Yves Le Prieur, baseado no aparelho de Rouquayrol-Denayrouse acoplaram uma válvula de demanda a um cilindro de ar comprimido de alta pressão desenvolvendo o primeiro equipamento realmente autônomo de mergulho, eliminando por completo os cabos e mangueiras. Entretanto, este equipamento fornecia ar constantemente ao mergulhador desperdiçando boa parte do seu reservatório, diminuindo assim o tempo de mergulho.
A solução foi encontrada pelos franceses Jacques-Yves Cousteau (tenente da marinha francesa) e Emile Gagnan (engenheiro da Air Liquide) em 1942/1943 quando projetaram uma válvula que oferecia ar ao mergulhador quando inspirasse. Esta válvula ligada ao cilindro de alta pressão, batizado de Aqualung, alterou por completo o mundo do mergulho, permitindo maior tempo de submersão, conforto e segurança.
Para a linha do tempo do mergulho, veja Timeline of underwater technology.

## Classificação do Mergulho

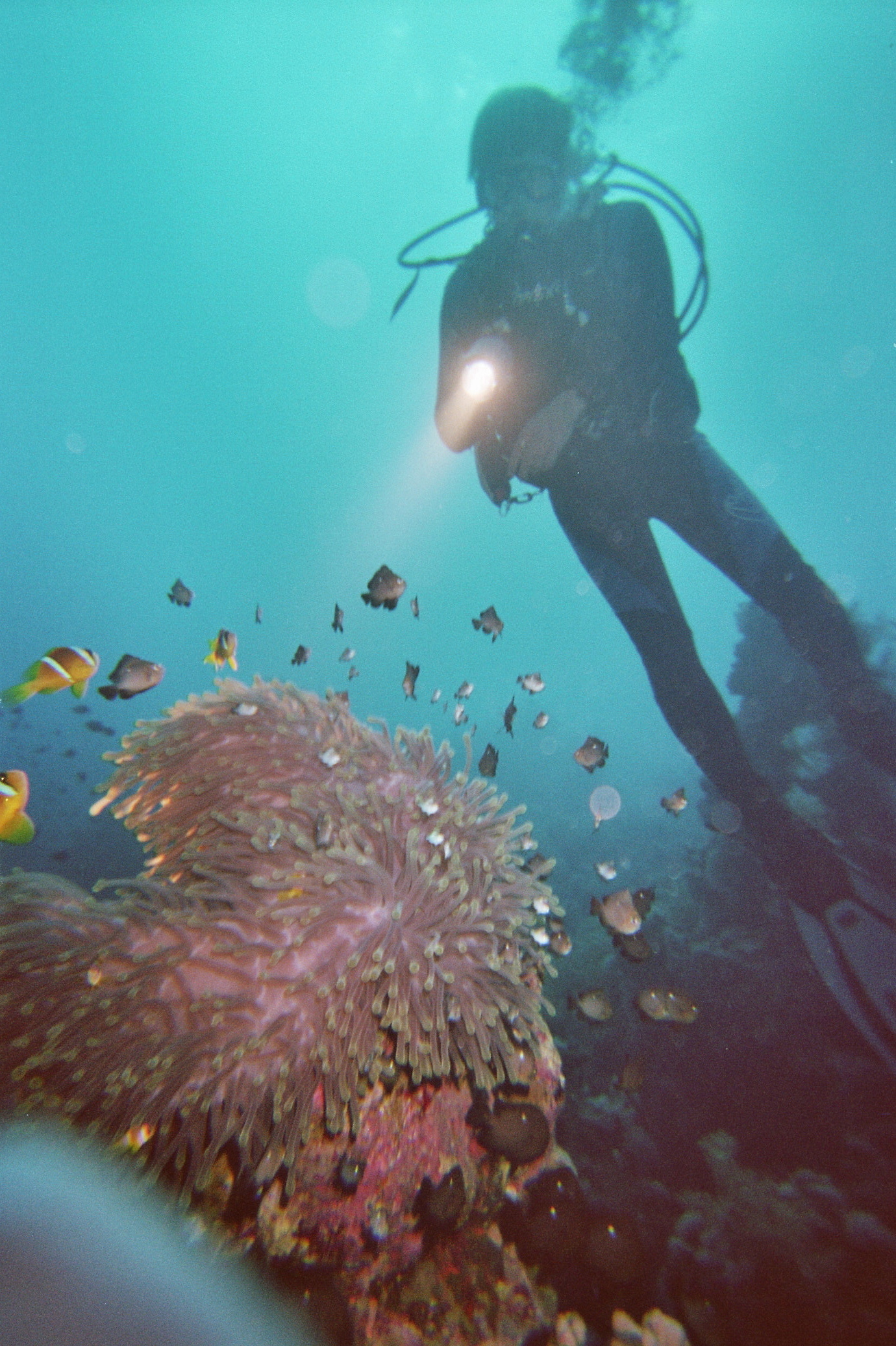
Mergulhador autônomo visto de baixo.

Apesar do mergulho autônomo estar em constante evolução, algumas classificações descrevem as várias categorias de mergulho. Estas classificações incluem, mas não estão limitadas à:
- Mergulho comercial
- Mergulho militar
  - Mergulhadores de combate
  - Mergulhadores de trabalho das Forças Armadas
- Mergulho recreativo
- Mergulho de resgate
- Mergulho científico
- Mergulho técnico (também conhecido como Tech Divers)
  - Mergulho em fenda
  - Mergulho em caverna
  - Mergulho profundo
  - Mergulho no gelo
  - Mergulho em naufrágio

Dentre os mergulhadores recreativos existem aqueles que são considerados mergulhadores profissionais, porque possuem um padrão profissional de treinamento e conhecimentos (e em teoria, de acordo com as legislações locais, devem ter um seguro específico).
Alguns consideram o mergulho técnico como um subconjunto do mergulho recreativo, mas outros os separam, visto a grande diferença de equipamentos, treinamento e conhecimento necessário para os mergulhos técnicos. De toda forma, o mergulhador técnico recebeu o treinamento do mergulhador recreativo  como base ao seu treinamento técnico.
Mergulhadores de segurança pública, como policiais e bombeiros, e mergulhadores militares podem ser classificados como mergulhadores comerciais porque tem o mergulho como profissão. Entretanto, mergulhadores de segurança pública e mergulhadores militares têm objetivos diferentes dos mergulhadores comerciais típicos.
O mergulho científico é usado pelos cientistas marinhos (incluindo biólogos e arqueólogos subaquáticos), como ferramenta para coleta de seus materiais de pesquisa.

## Problemas do Mergulho

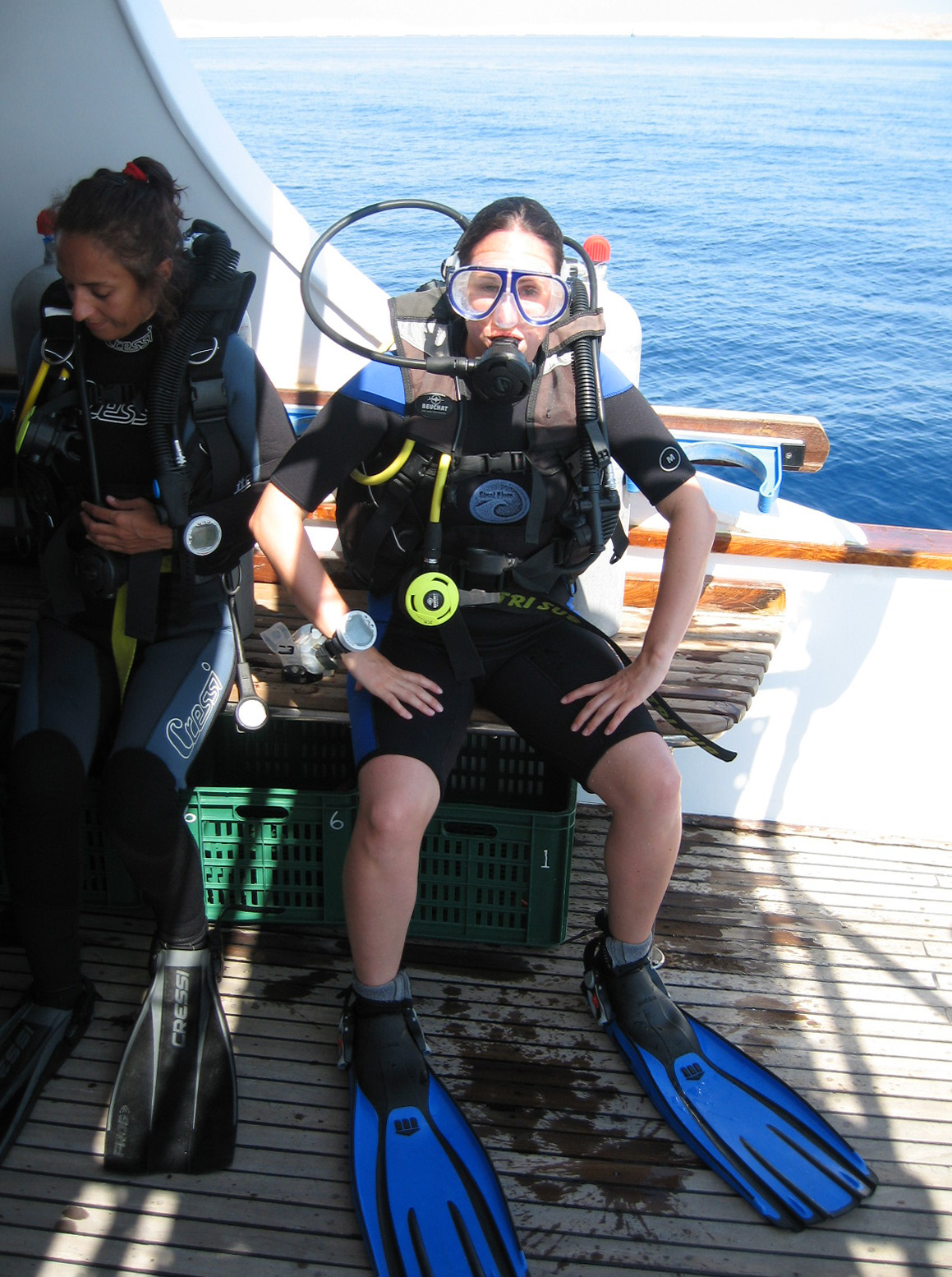
Mergulhador pronto para mergulhar no recife Shark and Yolanda em Rās Muhammad, Sharm el-Sheikh.

Esta seção aborda alguns dos problemas fisiológicos eventuais ao mergulho. Veja Diving hazards and precautions.

### Respirando sob a água
A água normalmente contém oxigênio dissolvido, de onde os peixes e outros animais aquáticos extraem todo o oxigênio de que necessitam quando a água flui através de suas guelras. Como os humanos não possuem guelras não existe outra forma de respirar sob a água sem a ajuda de dispositivos externos.
No passado, mergulhadores experimentais rapidamente descobriram que não é suficiente, simplesmente fornecer ar para respirar confortavelmente sob a água. Durante a descida, em adição a pressão atmosférica normal, a água exerce uma pressão crescente no peito e pulmão - aproximadamente 1 BAR ou 14.7 PSI para cada 33 pés ou 10 metros de profundidade - então a pressão durante a inspiração deve ser a exatamente contrária do entorno, ou pressão ambiente, para inflar os pulmões.
Por prover continuamente o gás respirado à mesma pressão do ambiente, as modernas válvulas de demanda dos reguladores, garantem que o mergulhador possa inspirar e expirar natural e virtualmente sem esforço, independente da profundidade.
Como o mergulhador tem os olhos e nariz cobertos pela máscara de mergulho, ele não pode respirar pelo nariz, exceto usando uma máscara de mergulho de face toda. Entretanto, inspirar através do bocal do regulador rapidamente torna-se uma segunda via natural.

Bandeira Alfa de sinalização internacional - Designa um barco engajado em uma operação de mergulho com manobrabilidade restrita

Bandeira Mergulhador Submerso (Diver Down) - Informa que mergulhadores estão submersos próximos ao barco

O equipamento de mergulho autônomo mais habitualmente usado hoje em dia é o regulador de dois estágios, acoplado a um cilindro de gás pressurizado. Este regulador de dois estágios difere do desenho original de Emile Gagnan e Jacques Cousteau, de 1942, conhecido como Aqualung, no qual a pressão do cilindro era reduzida à pressão do ambiente num único estágio. O sistema de dois estágios tem vantagens significantes sobre o original de um estágio.
No modelo de dois estágios, o primeiro estágio do regulador reduz a pressão do cilindro de 200 bar (3000 psi) aproximadamente para uma pressão intermediária de cerca de 10 bar (145 psi). O segundo estágio, a válvula de demanda do regulador, conectado via uma mangueira de baixa pressão ao primeiro estágio fornece à boca e pulmões do mergulhador o gás para respiração na exata pressão do ambiente. Os gases expirados pelo mergulhador são liberados diretamente ao ambiente como descarte. O primeiro estágio tipicamente tem pelo menos uma saída de gás em alta pressão. Esta é conectada ao medidor de pressão ou computador do mergulhador, de forma a indicar a quantidade restante de gás para respirar.
Para mais informações veja diving regulator.
Menos comum (mais com cada vez mais disponibilidade) são os rebreathers fechados e/ou semifechados. Conjuntos de circuito aberto ventilam os gases exalados para fora do circuito, mas rebreathers reprocessam cada expiração para reuso, removendo o dióxido de carbono criado e repondo o oxigênio usado pelo mergulhador. Rebreathers liberam poucas ou nenhuma bolha de gás na água, e usa muito menos oxigênio por hora porque o oxigênio exalado é reutilizado; isto tem vantagem para pesquisas, militarmente, fotografias e outras aplicações. Veja frogman. Rebreathers modernos (diferentes dos antigos) são mais complexos e mais caros que os equipamentos autônomos de circuito aberto, e necessitam de treinamento e manutenção especiais para o uso seguro. Veja rebreather.
Para alguns mergulhos, uma mistura diferente do ar atmosférico normal (21% oxigênio, 78% nitrogênio, 1% outros) pode ser usado, desde que o mergulhador tenha o treinamento necessário para seu uso. A mistura mais comumente usada é Nitrox, que é ar com oxigênio extra, normalmente 32% ou 36% de oxigênio, e menos nitrogênio, reduzindo os efeitos da doença descompressiva e narcose por nitrogênio.
Várias outras misturas de gases estão em uso, e todas necessitam de treinamento especializado. Por exemplo o Trimix, que é uma mistura de oxigênio com hélio e um percentual de nitrogênio reduzido.
No caso de mergulho técnico mais de um cilindro pode ser levado, cada um contendo uma mistura diferente de gases para distintas fases do mergulho, tipicamente designado como Travel, Bottom, e Decompression. Estas diferentes misturas de gases podem ser usadas para aumentar o tempo de fundo, reduzir os efeitos da narcose do gás inerte e reduzir os tempos de descompressão.

### Traumas causados pela variação da pressão do ar
Mergulhadores devem evitar traumas causados pelas variações da pressão do ar. A altura da coluna de água sobre o mergulhador causa um aumento da pressão na pressão do ar em qualquer material compressível : roupas, pulmão, seios da face; em proporção com a profundidade, da mesma forma que o ar atmosférico causa uma pressão de 1 kgf por centímetro quadrado ou 14,7 psi libras por polegada quadrada no nível do mar. Traumas por pressão são chamados barotrauma e podem ser dolorosos, em casos severos rompendo o tímpano ou causando problemas nos seios da face. para evitá-los, o mergulhador equaliza a pressão em todos os espaços aéreos com a pressão da água quando trocando de profundidade. O ouvido médio e os seios da face são equalizados utilizado-se uma de duas técnicas:
A primeira técnica é conhecida como a "manobra de Valsalva", que consiste em tapar o nariz e gentilmente tentar expirar por ele.
A segunda técnica é conhecida como a "manobra de Frenzel", que consiste no movimento de engolir utilizando-se dos músculos da garganta. Esta manobra é mais difícil de dominar do que a manobra de Valsalva.
A máscara é equalizada periodicamente expirando pelo nariz. No caso de roupa seca, ela deve ser equalizada também inflando e desinflando, similar ao colete equilibrador.
Para uma lista completa veja Diving hazards and precautions.

### Efeitos de respirar gás em alta pressão

#### Doença descompressiva
O mergulhador deve evitar a formação de bolhas de gás no corpo, chamada doença descompressiva ou 'the bends', liberando a pressão da água sobre o corpo lentamente no final dos mergulhos permitindo assim que os gases solubilizados na pressão sanguínea, gradualmente, novamente se gaseifiquem e saiam do corpo, chamado "off-gassing". Isto é feito através de subidas lentas até a superfície, paradas de segurança ou paradas descompressivas, guiado por um computador de mergulho ou tabelas descompressivas. Doenças descompressivas devem ser tratadas rapidamente, normalmente em câmaras de compressão. Administrar respiração com gás enriquecido com oxigênio, ou oxigênio puro, para um mergulhador com doença descompressiva pode ser uma boa ação de primeiro socorro, entretanto uma fatalidade ou uma seqüela permanente pode ainda ocorrer.

#### Narcose por nitrogênio
Narcose por nitrogênio ou narcose por gás inerte é uma alteração reversível na consciência, produzindo um estado similar à intoxicação alcoólica, em mergulhadores que respiram alta pressão de gás em mergulho profundo. O mecanismo é similar ao óxido nitroso, ou "gás do riso" administrado como anestesia. "Narcosado" um mergulhador pode ter seu julgamento prejudicado tornando o mergulho muito perigoso. A narcose inicia seus efeitos no mergulhador principalmente a cerca de 30 metros, com uma leve perda de orientação, capacidade de raciocínio lógico, e dificuldade em se executar tarefas simples, entre outras. Porém, a ocorrência da narcose por nitrogênio a profundidades superiores a 30 metros não é uma regra, e casos de narcose por nitrogênio já ocorreram em profundidades inferiores a 20 metros. Os efeitos crescem com o aumento da profundidade. Jacques Cousteau excelentemente a descreveu como "arrebatamento das profundezas". A narcose por nitrogênio ocorre rapidamente e os sintomas normalmente diminuem conforme o mergulhador diminua a profundidade em que se encontra, o que normalmente faz com que os mergulhadores não percebam que foram afetados. Isto afeta os mergulhadores de forma particular segundo a profundidade e condições (físicas, psicológicas e do ambiente em que está - pouca visibilidade, temperatura da água, presença de vida marinha), e podem sempre variar de mergulhador para mergulhador expostos às mesmas condições. Entretanto, mergulhar com trimix (mistura composta de Hélio, Oxigênio e Nitrogênio) ou heliox (Hélio e Oxigênio) previne a ocorrência de narcose pela diminuição da porcentagem de Nitrogênio na mistura gasosa.

#### Intoxicação por oxigênio
Intoxicação por oxigênio ocorre quando o oxigênio no corpo excede a "pressão parcial" segura (PPO2). Em casos extremos ela afeta o sistema nervoso central e causa convulsão, quando o mergulhador pode cuspir o regulador e afogar-se. Intoxicação por oxigênio pode ser prevenida nunca mergulhando além da profundidade máxima para determinado gás. Para mergulhos profundos, (geralmente além dos 139 pés/40 metros) misturas pobres em oxigênio, contendo menos oxigênio que o ar atmosférico são usadas.

### Refração e visão subaquática

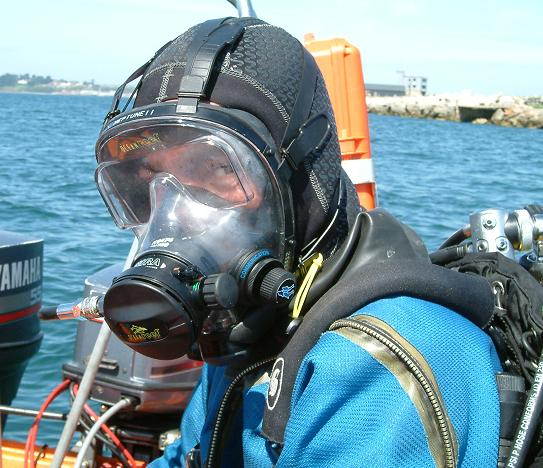
Um mergulhador usando uma máscara para toda a face da Ocean Reef

A água possui um índice de refração similar aos das córneas dos olhos e maior que o ar. A luz entrando na córnea desde a água e fortemente refratada, deixando somente as lentes cristalinas dos olhos para focalizar a luz. Isto cria uma hipermetropia muito forte. Pessoas com miopia severa, entretanto, podem ver melhor dentro de água sem a máscara que pessoas com visão normal.
Máscaras de mergulho, capacetes de mergulho e máscara de rosto todo resolvem este problema criando um espaço aéreo na frente dos olhos do mergulhador. O erro de refração criado pela água é quase todo corrigido quando a luz atravessa da água para o ar através das lentes planas, exceto que os objetos aparecem 34% maiores e 25% mais próximos na água salgada, do que eles realmente são. Entretanto o campo de visão total é significativamente reduzido e a coordenação olhos-mãos deve ser ajustada. Isto afeta a fotografia subaquática: uma câmera vendo através da janela plana de sua caixa estanque é afetada como os olhos do usuário vendo através da janela plana da máscara, e o usuário deve ajustar o foco para a distância aparente e não para a distância real.
Mergulhadores que necessitam de lentes corretivas para ver bem fora da água necessitariam da mesma prescrição enquanto usando uma máscara. Lentes genéricas e corretivas são disponíveis para algumas máscaras de lentes duplas. Lentes personalizadas podem ser colocadas em máscaras que tem um única lente.
Máscaras de abóbadas duplas "Double-dome" restaura a visão panorâmica, permitindo que objetos sejam vistos nos seus tamanhos e distâncias reais. Os mergulhadores devem ser míopes para usar as máscaras "double-dome"; entretanto, mergulhadores com visão normal podem usar lentes descartáveis que os tornem temporariamente míopes.
À medida que o mergulhador muda de profundidade, ele deve periodicamente expirar através do nariz para equalizar a pressão interna da máscara com a pressão da água. As máscaras de natação que somente cobrem os olhos não permitem equalizar e portanto não são adequados ao mergulho.

### Controlando a flutuabilidade subaquática
Para mergulhar com segurança, mergulhadores necessitam controlar sua taxa de descida e subida na água. Ignorando outras forças como as correntes marítimas e natação, a flutuabilidade geral do mergulhador determina se ele desce ou sobe. Equipamentos como o cinto de lastro, roupas de mergulho (roupas secas, molhadas ou semissecas são usadas dependendo da temperatura da água) e o colete equilibrador podem ser usados para ajustar a flutuabilidade geral. Quando o mergulhador quer permanecer a uma profundidade constante, ele tenta obter uma flutuabilidade neutra. Isto minimiza o consumo de gás causado pelo nadar  necessário para manter a profundidade.
A força para baixo exercida no mergulhador é o resultado do peso do mergulhador e seu equipamento menos o peso do mesmo volume de líquido no qual ele está imerso; se o resultado é negativo, a força é para cima. Cintos de lastro podem ser retirados para reduzir o peso do mergulhador e causar a subida em uma emergência. Roupas de mergulho, normalmente feitas de material compressível, se comprime quando o mergulhador desce, e se expande quando o mergulhador sobre, criando variações involuntárias de flutuabilidade. O mergulhador pode injetar ar em algumas roupas de mergulho para anular o efeito. Coletes equilibradores permitem ajustes fáceis e finos na flutuabilidade geral.

### Evitando perder o calor do corpo
A água conduz o calor do mergulhador 25 vezes melhor que o ar, o que pode levar a uma hipotermia mesmo em temperaturas agradáveis. Os sintomas da hipotermia incluem problemas de julgamento e destreza, o que podem rapidamente ser fatal no ambiente aquático. Em todas, mas especialmente em águas frias, o mergulhador necessita de isolamento térmico oferecido pelas roupas de mergulho, molhadas ou secas. Veja mais nos artigos “Roupas de mergulho”, “Roupas molhadas” e “roupas secas”.
No caso de roupas molhadas, a roupa é desenhada para minimizar a perda de calor. Roupas molhadas normalmente são feitas de neoprene que tem pequenas células de gás, geralmente nitrogênio, presas em seu interior durante o processo de fabricação. A baixa condutividade térmica destas células expansíveis de neoprene, significa que as roupas reduzem a perda de calor do corpo através da condutividade com o ambiente aquático. O neoprene neste caso age como um isolante.
A segunda forma que as roupas molhadas reduzem a perda de calor é mantendo uma fina camada de água entre a pele do mergulhador e a roupa propriamente dita. O corpo aquece e aquece a água presa na roupa. As roupas molhadas de forma geral oferecem uma vedação razoável nas partes abertas (pescoço, punhos e pernas), isto reduz o fluxo de água sobre a superfície do corpo, reduzindo a perda de calor do corpo pela convecção e portanto mantém o mergulhador aquecido (este é o princípio empregado no uso da roupa “semisseca”).

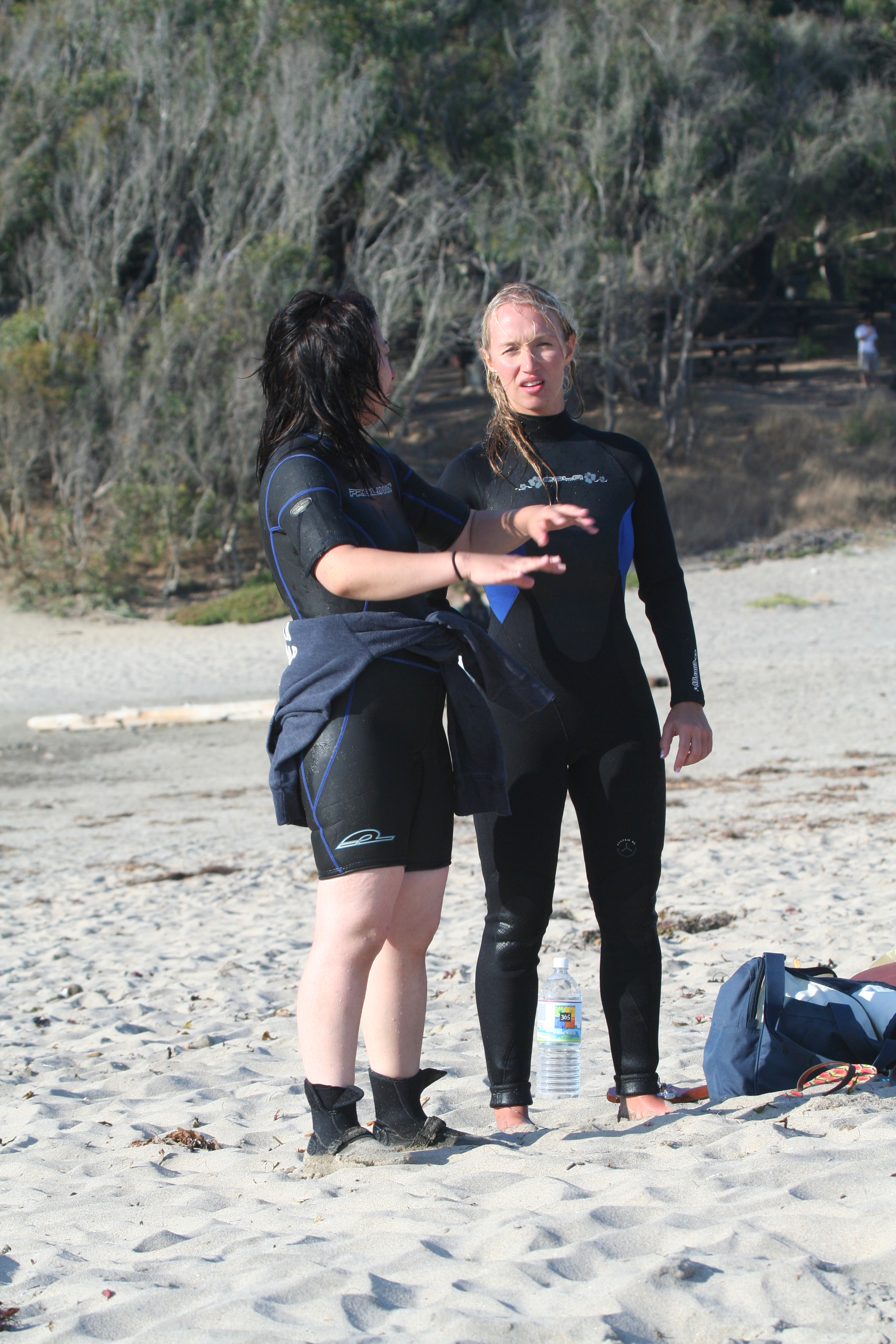
Spring Suit e Steamer.

No caso da roupa seca, ela faz exatamente o que seu nome diz: mantém o mergulhador seco. Esta roupa é selada de forma que a água não entra na roupa. Roupas secas usadas como roupas íntimas, sob uma roupa seca, oferecem maior calor e ajudam a manter camadas de ar na roupa para uma melhor isolamento térmico.

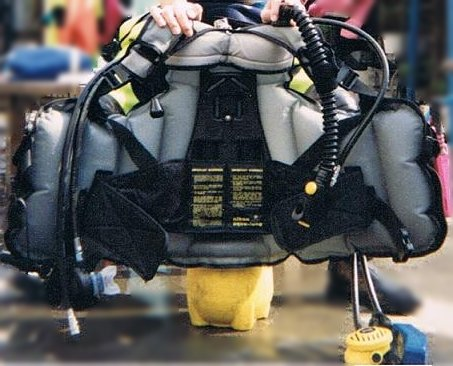
BC.

Roupas secas estão em duas principais categorias neoprene e membrana; ambos os sistemas tem seus prós e contras, mas geralmente eles podem ser reduzidos à:
- “Membrana”: alto nível de manobrabilidade do mergulhador devido a espessura fina do material, entretanto isto significa roupas de baixo mais pesadas para mergulho em águas frias.
- “Neoprene”: baixo nível de manobrabilidade do mergulhador devido ao material ser consideravelmente mais grosso que o material da membrana (mesmo em se tratando de neoprene comprimido) entretanto, o neoprene oferece um alto nível de isolamento para  mergulhador.

### Evitando cortes e arranhões
Roupas de mergulho também ajudam a prevenir cortes no mergulhador, devido a objetos ásperos e pontiagudos no fundo do mar bem como animais marinhos ou coral.

### Mergulhando mais tempo e mais profundo com segurança
Existem muitas técnicas para aumentar a habilidade do mergulhador de modo a ir mais profundo e por mais tempo:
- mergulho técnico – mergulho a mais de 130 pés/40 metros e/ou usando mistura de gases.
- mergulho de saturação – uso por longo tempo de habitáculo submerso sob pressão e uma diminuição gradual da pressão ao longo de vários dias em uma câmara de descompressão no final do mergulho.

### Mobilidade subaquática
O mergulhador necessita mobilidade sob a água. A hidrodinâmica do mergulhador reduzirá o arrasto e dará mobilidade. A mobilidade pessoal é incrementada pelas nadadeiras e DPV.

## Razões para praticar mergulho autônomo
As pessoas mergulham por várias razões:
- Permite que biólogos e pessoas interessadas aproximem-se da vida marinha.
- Cada mergulhador tem alguma coisa diferente a oferecer.
- É um mundo diferente lá em baixo.
- É muito educativo.
- É divertido.
- Permite que pessoas trabalhem sob a água facilmente.
- É uma atividade externa relaxante.
- Permite pesquisa marinha

## Ver também

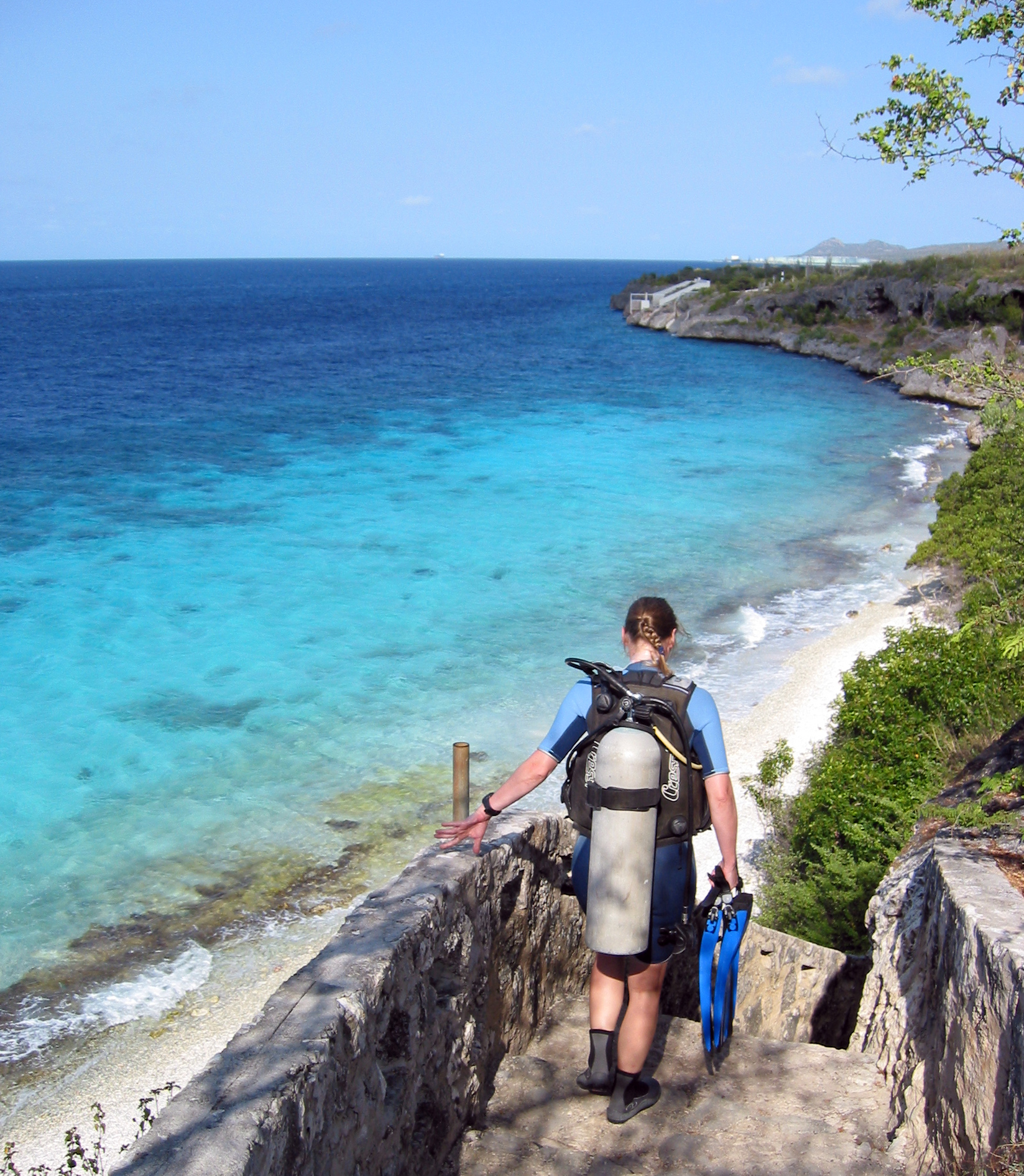
Mergulhador aproximando-se do ponto de mergulho"1,000 Steps" em Bonaire.

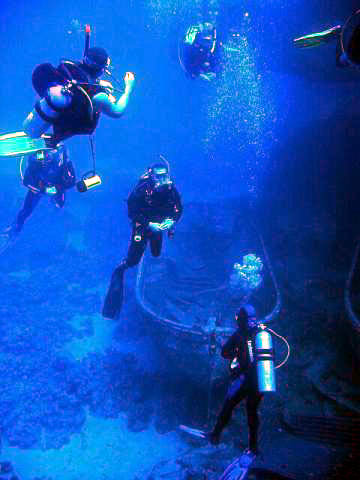
Scuba-diving, grouped